# John Eaves
John Eaves (ur. 8 kwietnia 1953 r.) – kanadyjski narciarz, specjalista narciarstwa dowolnego. Nigdy nie startował na żadnych mistrzostwach świata ani na igrzyskach olimpijskich. Najlepsze wyniki w Pucharze Świata osiągnął w sezonie 1979/1980, kiedy to zajął 5. miejsce w klasyfikacji generalnej, a w klasyfikacji skoków akrobatycznych zdobył małą kryształową kulę.
W 1982 r. zakończył karierę.

## Sukcesy

### Miejsca w klasyfikacji generalnej
- 1979/1980 – 5.
- 1980/1981 – 8.
- 1981/1982 – 52.

### Miejsca na podium
1. Poconos – 11 stycznia 1980 (Skoki akrobatyczne) – 1. miejsce
2. Poconos – 12 stycznia 1980 (Skoki akrobatyczne) – 2. miejsce
3. Oberjoch – 2 marca 1980 (Kombinacja) – 2. miejsce
4. Oberjoch – 2 marca 1980 (Skoki akrobatyczne) – 3. miejsce
5. Whistler – 30 marca 1980 (Kombinacja) – 3. miejsce
6. Tignes – 15 marca 1980 (Skoki akrobatyczne) – 2. miejsce
7. Laax – 1 lutego 1981 (Skoki akrobatyczne) – 1. miejsce
8. Laax – 3 lutego 1981 (Kombinacja) – 2. miejsce
9. Seefeld in Tirol – 8 lutego 1981 (Skoki akrobatyczne) – 3. miejsce
10. Calgary – 19 marca 1981 (Jazda po muldach) – 3. miejsce
11. Calgary – 22 marca 1981 (Kombinacja) – 1. miejsce
12. Calgary – 22 marca 1981 (Skoki akrobatyczne) – 1. miejsce

- W sumie 4 zwycięstwa, 4 drugie i 4 trzecie miejsce.